# Farul Insulelor Shoals
Farul Insulelor Shoals, cunoscută și sub denumirea de "Farul Insulei Albe", pe Insula Albă, în Isles of Shoals, New Hampshire, a fost construit pentru prima dată în 1821. Structura actuală a fost construită în 1865.  Farul și insula sunt protejate de stat ca sit istoric de pe White Island. 

## Istorie
Căpitanul Samuel Haley a început să păstreze o lampă aprinsă în 1790, dar primul far nu a fost construit până în 1821, în urma eșuării navei Sagunte în1813. În urma înfrângerii sale ca guvernator al New Hampshire în 1839, Thomas B. Laighton a devenit paznic al farului. Cinci ani mai devreme cumpărase Insulele Appledore, Smuttynose, Malaga și Cedar, pe partea dinspre Maine a insulelor Shoals, dinspre Captain Haley. Ulterior, Laighton a construit un hotel pe Smuttynose.  
Farul a fost reconstruit în timpul Războiului Civil, cu ziduri de granit cu o grosime de doi metri.  Acesta a fost automatizat în 1987, dar a ajuns într-o stare de degradare și a fost salvat de eforturile lui The Lighthouse Kids, un grup de școlari care au presat parlamentul din New Hampshire să ofere 125.000 de dolari pentru repararea clădirii. La scurt timp după aceea, guvernul federal a acordat 250.000 de dolari pentru a fi restaurat.  
Farul a fost grav avariat în timpul furtunii de Patriot Day din 2007. Valurile s-au revărsat complet peste insulă, distrugând panouri solare, sirena de ceață și aleea dintre far și casa paznicului.  
În 2008, Garda de Coastă a instalat una dintre primele unități de lumină LED VLB-44 din Statele Unite.  